# Wimpstone
Wimpstone – osada w Anglii, w hrabstwie Warwickshire. Leży 6 km od miasta Stratford-upon-Avon. W latach 1870–1872 miejscowość liczyła 114 mieszkańców.